# Victor (California)
Victor è un census-designated place degli Stati Uniti d'America situato nella contea di San Joaquin, in California.